# Atletismo nos Jogos Pan-Americanos de 1959 - Maratona masculina
A prova da maratona masculina nos Jogos Pan-Americanos de 1959 foi realizada em Chicago, Estados Unidos.

## Medalhistas
| Ouro                           | Prata                          | Bronze                    |
| John Kelley USA Estados Unidos | James Green USA Estados Unidos | Gordon Dickson CAN Canadá |

## Resultados
| Posição           | Nome            | Nacionalidade      | Tempo   | Notas |
| ----------------- | --------------- | ------------------ | ------- | ----- |
| Medalha de ouro   | John Kelley     | USA Estados Unidos | 2:27:54 |       |
| Medalha de prata  | James Green     | USA Estados Unidos | 2:32:17 |       |
| Medalha de bronze | Gordon Dickson  | CAN Canadá         | 2:36:19 |       |
| 4                 | Al Confalone    | USA Estados Unidos | 2:38:53 |       |
| 5                 | Juan Silva      | CHI Chile          | 2:42:35 |       |
| 6                 | Macario Subuyi  | GUA Guatemala      | 2:42:39 |       |
| 7                 | Walter Lemos    | ARG Argentina      | 2:49:19 |       |
| 8                 | Salvador Torres | MEX México         | 3:13:38 |       |